# Comitatul Jefferson, Alabama
Comitatul Jefferson (în engleză Jefferson County) este un comitat din statul Alabama, Statele Unite ale Americii. Conform recensământului din 2010 avea o populație de 658.466 de locuitori, fiind cel mai populat comitat din Alabama. Reședința comitatului este orașul Birmingham, cel mai populat oraș din stat.

## Demografie
|  | Graficele sunt indisponibile din cauza unor probleme tehnice. Mai multe informații se găsesc la Phabricator și la wiki-ul MediaWiki. |

Date: Wikidata - grafică realizată de Wikipedia